# Giovanni Soncin
Giovanni Soncin (Eraclea, 24 giugno 1964) è un allenatore di calcio ed ex calciatore italiano, di ruolo centrocampista.

## Carriera

### Giocatore
Conta 127 presenze e 18 reti in Serie B con le maglie di Barletta, Reggina, Taranto e Treviso. In Serie C ha totalizzato complessivamente 234 presenze e 35 gol.

### Allenatore
Da allenatore ha lavorato cinque anni nel settore giovanile del Treviso con le formazioni Berretti e Allievi (regionali e nazionali), in Eccellenza con Reno Centese e Miranese, nel vivaio del Portogruaro con le formazioni Berretti e Primavera, e in Serie D con il Pordenone.
Dal dicembre del 2013 allena il Calvi Noale, formazione della provincia di Venezia che milita in Serie D. Viene esonerato il 18 dicembre 2017.
Nel maggio 2018 diventa tecnico del Sandonà 1922, appena promosso in Serie D sotto la guida di Daniele Pasa. A febbraio 2019, con la squadra in zona play-out, viene esonerato e sostituito da Massimiliano De Mozzi.
Il 18 dicembre 2019 ritorna al Portogruaro Calcio nel girone B di Eccellenza Veneto. Il 4 giugno 2020 rescinde il contratto con la società, lasciando la squadra al secondo posto con il campionato sospeso a causa dell'epidemia di Covid-19.

## Palmarès

### Giocatore

#### Competizioni nazionali
- Coppa Italia Serie C: 1

Triestina: 1993-1994
- Campionato italiano Serie C1: 1

Treviso: 1996-1997 (girone A)

### Allenatore

#### Competizioni regionali
- Eccellenza: 1

Calvi Noale: 2014-2015 (girone B)